# Corimelaena pulicaria
Corimelaena pulicaria är en insektsart som först beskrevs av Ernst Friedrich Germar 1839.  Corimelaena pulicaria ingår i släktet Corimelaena och familjen glansskinnbaggar. Inga underarter finns listade i Catalogue of Life.